# Ye Guangfu
Ye Guangfu (in cinese: 叶光富; Chengdu, 1º settembre 1980) è un astronauta cinese.
Ha partecipato a una missione di lunga durata Shenzhou 13 a bordo della Stazione spaziale Tiangong nel 2021, accumulando 182 giorni nello spazio. Il 25 aprile 2024 è tornato nello spazio per la missione Shenzhou 18 con il ruolo di comandante durante la quale trascorrerà sei mesi sulla Tiangong.